# Камарад
Камарад (фр. Camarade) насеље је и општина у јужној Француској у региону Миди Пирене, у департману Арјеж која припада префектури Памје.
По подацима из 2011. године у општини је живело 184 становника, а густина насељености је износила 6,65 становника/km². Општина се простире на површини од 27,68 km². Налази се на средњој надморској висини од 450 метара (максималној 751 m, а минималној 367 m).

## Демографија
| 1962. | 1968. | 1975. | 1982. | 1990. | 1999. | 2011. |
| ----- | ----- | ----- | ----- | ----- | ----- | ----- |
| 203   | 226   | 195   | 178   | 158   | 157   | 184   |

График промене броја становника у току последњих година